# Хэллер, Эрнест
Эрнест Хэллер (англ. Ernest Haller; 31 мая 1896 — 21 октября 1970) — американский кинооператор. Лауреат премии «Оскар» за лучшую операторскую работу в фильме «Унесённые ветром».

## Биография
Родился 31 мая 1896 года в городе Лос-Анджелес, США. После окончания школы работал банковским клерком. С 1920 года начал работать кинооператором. Известен по фильмам «Унесённые ветром» режиссёра Виктора Флеминга, «Милдред Пирс» Майкла Кёртиса и «Бунтарь без причины» Николаса Рэя. Фильмография Эрнеста Хэллера в качестве кинооператора насчитывает 185 картин. Его последней работой стал эпизод научно-фантастического сериала «Звёздный путь» — «Куда не ступала нога человека».
Умер 21 октября 1970 года в Марина-Дель-Рей, Лос-Анджелес.

## Избранная фильмография
- 1935 — Одиссея капитана Блада / Captain Blood (реж. Майкл Кёртис)
- 1937 — Та самая женщина / That Certain Woman (реж. Эдмунд Гулдинг)
- 1938 — Четверо — это банда / Four’s a Crowd (реж. Майкл Кёртис)
- 1938 — Иезавель / Jezebel (реж. Уильям Уайлер)
- 1939 — Судьба солдата в Америке / The Roaring Twenties (реж. Рауль Уолш)
- 1939 — Унесённые ветром / Gone With the Wind (реж. Виктор Флеминг)
- 1939 — Невидимые полосы / Invisible Stripes (реж. Ллойд Бэкон)
- 1940 — Всё это и небо в придачу / All This, and Heaven Too (реж. Анатоль Литвак)
- 1941 — Энергия / Manpower (реж. Рауль Уолш)
- 1941 — Шаги в темноте / Footsteps in the Dark (реж. Ллойд Бэкон)
- 1942 — В этом наша жизнь / In This Our Life (реж. Джон Хьюстон)
- 1944 — Мистер Скеффингтон / Mr. Skeffington (реж. Винсент Шерман)
- 1945 — Милдред Пирс / Mildred Pierce (реж. Майкл Кёртис)
- 1946 — Преданность / Devotion (реж. Кёртис Бернхардт)
- 1946 — Украденная жизнь / A Stolen Life (реж. Кёртис Бернхардт)
- 1946 — Обман / Deception (реж. Ирвинг Рэппер)
- 1946 — Вердикт / The Verdict (реж. Дон Сигел)
- 1946 — Юмореска / Humoresque (реж. Жан Негулеско)
- 1947 — Неверная / The Unfaithful (реж. Винсент Шерман)
- 1949 — Мечтаю о тебе / My Dream Is Yours (реж. Майкл Кёртис)
- 1950 — Молния / Chain Lightning (реж. Стюарт Хейслер)
- 1950 — Огонь и стрела[англ.] / The Flame and the Arrow (реж. Жак Турнёр)
- 1955 — Бунтарь без причины / Rebel Without a Cause (реж. Николас Рэй)
- 1957 — Дорогой воровства / Plunder Road (реж. Хьюберт Корнфилд)
- 1958 — Человек с Запада / Man of the West (реж. Энтони Манн)
- 1962 — Что случилось с Бэби Джейн? / What Ever Happened to Baby Jane? (реж. Роберт Олдрич)
- 1962 — Точка давления / Pressure Point (реж. Хьюберт Корнфилд)
- 1963 — Полевые лилии / Lilies of the Field (реж. Ральф Нельсон)

## Награды и номинации
- Премия «Оскар» за лучшую операторскую работу
  - Номинировался в 1939 году за фильм «Иезавель»[8]
  - Лауреат 1940 года совместно с Рэем Реннаханом за фильм «Унесённые ветром»[9]
  - Номинировался в 1941 году за фильм «Всё это и небо в придачу»[10]
  - Номинировался в 1946 году за фильм «Милдред Пирс»[11]
  - Номинировался в 1951 году за фильм «Огонь и стрела[англ.]»[12]
  - Номинировался в 1963 году за фильм «Что случилось с Бэби Джейн?»[13]
  - Номинировался в 1964 году за фильм «Полевые лилии»[14]